# Henneveux
Henneveux é uma comuna francesa na região administrativa de Altos da França, no departamento de Pas-de-Calais. Estende-se por uma área de 5,49 km². Em 2010 a comuna tinha 297 habitantes (densidade: 54,1 hab./km²).